# Erdei Ferenc (szociológus)
Erdei Ferenc (Makó, 1910. december 24. – Budapest, 1971. május 11.) kétszeres Kossuth-díjas magyar szociológus, szociográfus, a népi írók csoportjának a tagja, a Márciusi Front és a Nemzeti Parasztpárt egyik alapító tagja, politikus, 1945 után a Nemzeti Parasztpárt képviselője. Vegyes megítélésű személyiség. Társutasként együttműködött a kommunistákkal, szerepet vállalt az ötvenes évek törvénytelenségeiben. A koalíciós időkben belügyminiszter. A padlássöprések időszakában, 1949 és 1953 között földművelésügyi miniszter, ugyanakkor Nagy Imre első kormányában igazságügyi miniszter. 1956-ban, a forradalom alatt, kompromittáló politikai múltja ellenére is, szakértelme, helyzetfelismerő képessége és tisztánlátása okán miniszterelnök-helyettes. 1956 után a kényszerkollektivizáció korrekciójának fő alakja, a hatvanas évekbeli reformok egyik vezéregyénisége, ami miatt a hetvenes évek első felében szovjet nyomásra marginalizálták. Jelentős szociográfiai és szociológiai munkássága van, a tudományos életben a mai napig oktatott és elismert kutató, legismertebb eredménye a kettős társadalom elmélete és annak bizonyítása. 1948-tól az MTA levelező tagja, 1956-tól rendes tagja. 1951-től haláláig (ateista marxista létére) a tiszántúli református egyházkerület főgondnoka, azaz világi elnöke, 1960-tól az egyház zsinati világi elnöke.

## Életpályája

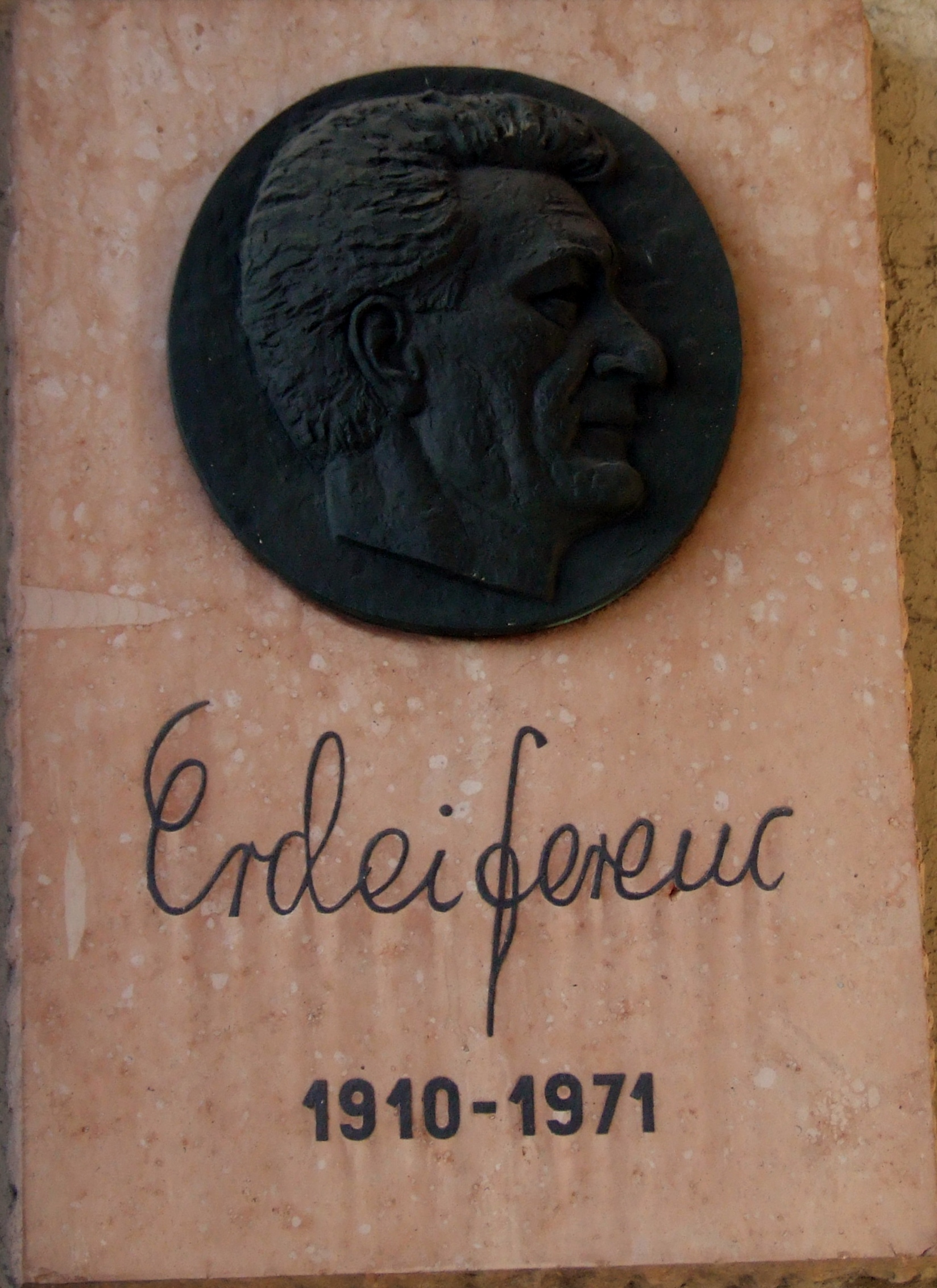
Emléktáblája
Kossuth Lajos tér 11.

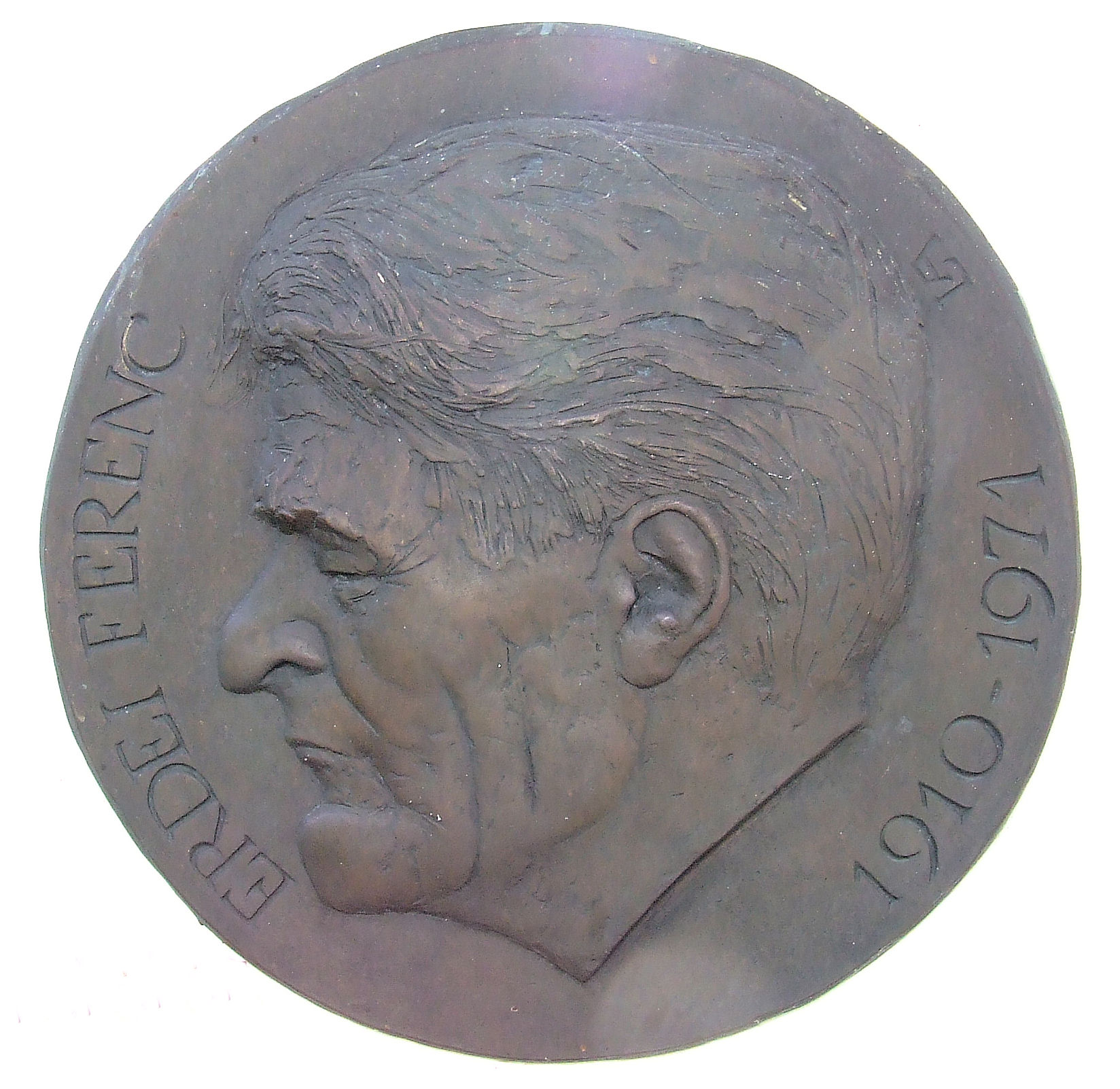
Dombormű az ópusztaszeri Nemzeti Történeti Emlékparkban. Lapis András alkotása (1997)

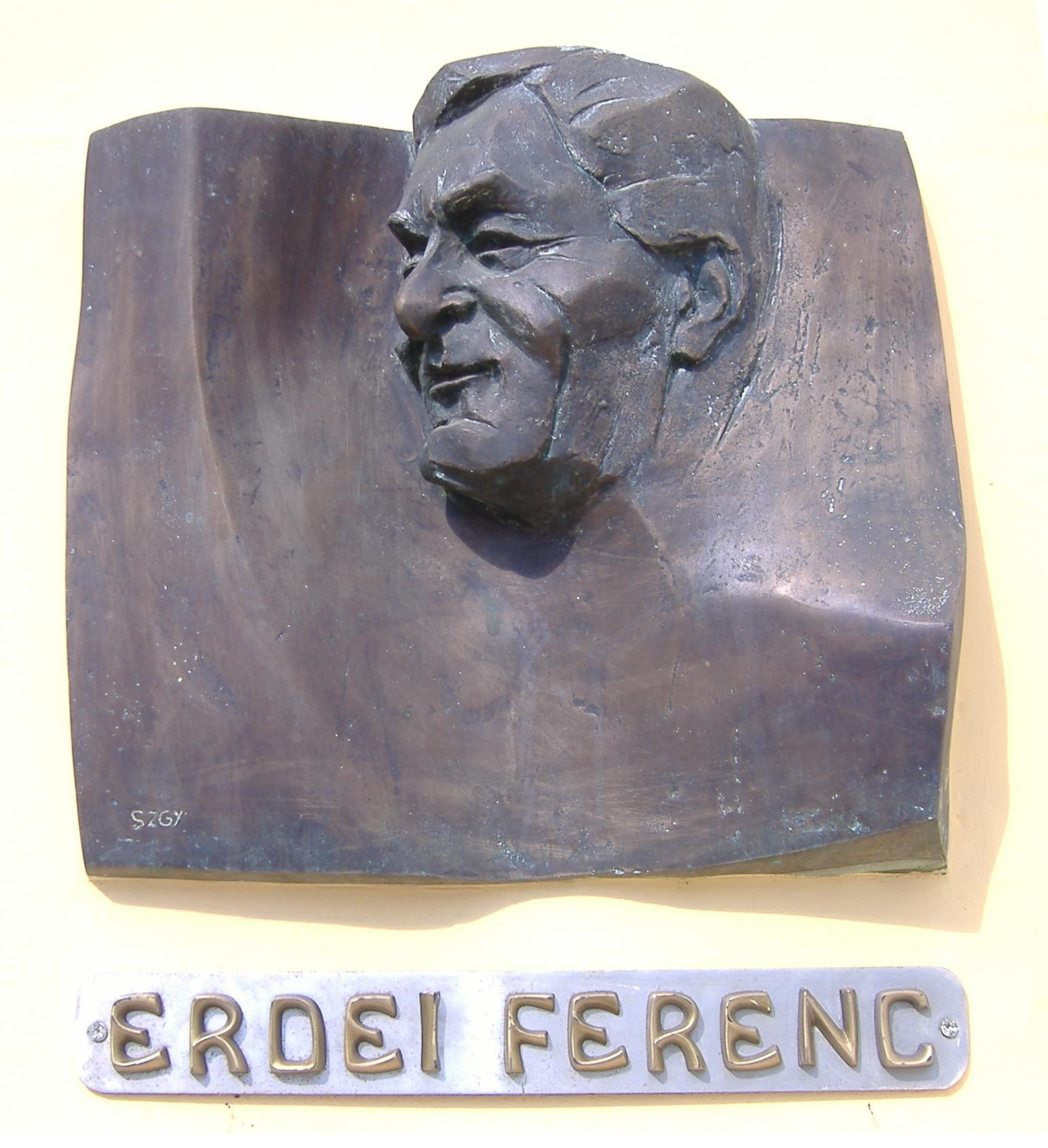
Domborműve Makón, a Hagymaház falán

### 1945 előtt
Makón született református hagymakertész paraszti családban. Már középiskolás korában foglalkoztatta a paraszti társadalom, 1927 nyarán egyik társával gyalog járta be a Duna–Tisza közét. Gyermekkori élményei meghatározóak voltak későbbi társadalomtudósi szemléletében. 1929 őszétől jogot hallgatott a Szegedi Tudományegyetemen, ahová naponta járt be Makóról, mivel albérletre nem telt a családnak. Ekkor csatlakozott a Szegedi Fiatalok Művészeti Kollégiumának falukutató mozgalmához, majd a népi írók táborához. A jog- és államtudományi karon jó barátságban volt Reitzer Bélával, Bibó Istvánnal, a tanárai közül Surányi-Unger Tivadart kell kiemelni. Nagy hatással volt rá a református Soli Deo Gloria diákmozgalom, melynek már gimnazistaként tagja volt, és keretei közt egyetemi évei alatt többször is előadást tartott Makón. Továbbá a harmincas évek elején részt vett a szegedi Bartha Miklós Társaság, valamint a Bethlen Gábor Kör agrársettlement mozgalmának tevékenységében. Első szociográfia munkáját a Makóhoz közeli Királyhegyesről írta 1931-ben, amely a polgári radikális Századunk című folyóiratban jelent meg. 1934-ben a makói tanyavilágról és a helyi társadalomról írott könyvei hívták fel személyére a figyelmet a népi írók körében, akik kapcsolatba is léptek vele. Ugyanebben az évben 1934-ben fejezi be jogi tanulmányait, ezután a Makó és Vidéke Hagymakertészeinek Termelő és Értékesítő Szövetkezetének tisztviselője, ebben a minőségben tesz tanulmányutat Nyugat-Európában 1935-36 telén. 1937-ben  a makói Függetlenségi Kossuth Párt titkárának választották, ugyanekkor rövid ideig a hagymaszövetkezet elnöke. Időközben elmélyítette kapcsolatait  a népi írók közül Sárközi Györggyel, Féja Gézával és Veres Péterrel. Becsatlakozott az ekkor alakuló Márciusi Front mozgalomba, és részt vett programjuk kidolgozásában. 1937 őszén rövid ideig a fővárosban él, ezután visszatér Makóra, ahol házasságot kötött Diósszilágyi Évával. Kapcsolatuk azonban gyorsan megromlott, egy év után különéltek, de csak 1946-ban váltak el hivatalosan. Azért, hogy a fővárosi szellemi élethez közelebb kerüljön, édesanyja halálát követően apjával és testvérével, Erdei Sándorral 1939-ben egy szigetszentmiklósi tanyára költöztek. A család hagymatermesztésből tartotta fenn magát, egészen 1944-ig éltek itt, mikor a Szovjet Hadsereg kilakoltatta őket. 1939-ben aktívan részt vett a a Nemzeti Parasztpárt alapításában, a párt alakuló ülése Makón volt. A szigetszentmiklósi időszakban nagy hatással volt rá Hajnal István történész, akinek az egyetemi kurzusain maga is vendégelőadóként szerepelt.

### Szárszói találkozó
1943 augusztusában Püski Sándor a Magyar Élet könyvkiadó tulajdonosa a Soli Deo Gloria balatonszárszói telkén szervezte meg a népi írók konferenciáját. A konferencia hangulatát alapvetően meghatározta a második világháború végének érzete. Az előadók főként a magyar társadalom jövőjével kapcsolatos nézeteiket fejtették ki. Erdei előadásában a magyar társadalom fejlődését mutatta be a történelmi materialista világszemlélet jegyében, egyúttal az elmélet sematizmusát is kritizálta. Borbándi Gyula és Bódy Zsombor értékelése szerint, Erdei előadásában a jövő magyar társadalmára vonatkozóan előbb egy polgári demokratikus, majd egy ezt követő szocialista átalakulás szükségességét fogalmazta meg.

### A politika vonzásában
Magyarország 1944. március 19-én történt német megszállása után a Parasztpárt alapító tagja volt az 1944 májusában alakult Magyar Frontnak (a Független Kisgazdapárttal, a Magyarországi Szociáldemokrata Párttal és a Békepárttal együtt). 1944 októberében a Magyar Front Soli Deo Gloria Kálvin téri házában tartott gyűlésén határoztak arról, hogy a közeledő front miatt az Erdei testvéreket - helyismeretük miatt - a szovjetek által már megszállt Szegedre és környékére küldik. A testvérek Kiskunhalasnál lépték át a frontot és fél napos robotmunka után tovább indultak Szegedre, majd Makóra. Sándor testvére szerint nagy hatást gyakorolt Erdeire, amit Makón tapasztalt. Erdei gyorsan bekapcsolódott a politikai életbe, az MKP segítségével hozzálátott a Parasztpárt megszervezéséhez. Erre az időre tehető Révai Józseffel való megismerkedése, jóllehet egymás munkásságát már korábban ismerték, és ekkorra datálható kriptokommunistává válása is. Halála előtt egy magánbeszélgetésben Huszár Tibornak, így idézte fel ezt a momentumot, mikor Révai egyszer egy megyei utazás után ezt mondta neki: "Három-négy éven belül a te polgárparasztjaiddal kulákként fogunk szembesülni. S te vagy velünk jössz vagy veled is szembekerülünk."  Részt vett a decemberben alakuló Magyar Nemzeti Függetlenési Front munkájában, majd a Miklós Béla vezette Ideiglenes Nemzeti Kormányban a belügyminiszteri tárcát foglalta el. Titkos párttagságát ugyan nyíltan soha nem vállalta fel, holott kommunista párton belül ez köztudott volt, és a bomlasztó személyek beépítése más pártokba taktikájuk részét képezte.
Belügyminisztersége alatt legfontosabb feladata a háború miatt szétzilált közigazgatás helyreállítása volt. Minisztersége alatt született meg a csendőrség és vitézi rend megszüntetéséről, az internálás létrehozásáról, továbbá a magyarországi németek ki és a csángók letelepítéséről szóló rendelet, valamint az ezt végrehajtó szerv, a Népgondozó Hivatal is ekkor jött létre. Erdei javaslatában párttársánál, Kovács Imrénél mérsékeltebb hangot ütött meg, a magyarországi német Volksbund tagok kitelepítését és a földosztással párhuzamosan a nemzetiségileg zárt tömbök széttelepítését írta elő, melyet a kormány többi tagja érdemben támogatott. Ekkor jött létre az ÁVH elődjének számító Államrendőrség Politikai Rendészeti Osztálya Péter Gábor vezetésével. A hivatali ideje alatt történt a gyömrői gyilkosságok, a népszerűtlen intézkedések (kitelepítés, internálások), és általában az erősen kommunista befolyásoltságú rendőrséggel szembeni erélytelen fellépései miatt, pártja nem vállalta a belügyminiszteri posztot az 1945-ös választások után. Időközben a Parasztpárt főtitkárává választották, Darvas Józseffel együtt pártja balszárnyához tartozott. A koalíciós időkben a Parasztpárt hálózatának fontos szervezője. Kovács Imre emigrációját, és a kommunista hatalomátvételt követően a balszárny vezetésével pártja a Magyar Függetlenségi Népfronthoz csatlakozott, amelyen belül lassan elsorvadt.

### A kommunista társutas
1948. szeptember 6-tól 1949. június 11-ig előbb a Dinnyés, majd a Dobi-kormány államminisztere. Ezt követően 1953. július 4-ig földművelésügyi miniszter. Az egypárti diktatúrában a kormányzat teljesen alávetett volt az MDP hatalmának. Az ő minisztersége alatt folytatódott a korábban szovjet mintára megindult az erőszakos kolhozosítás, a parasztság termelőszövetkezetekbe való kényszerítése. Jóllehet a közhiedelemmel ellentétben a beszolgáltatási rendszer, a padlássöprés végrehajtása, nem a földművelésügyi tárcához, hanem az Élelmezési, majd a Beszolgáltatási minisztérium alá tartozott, a kuláklistákat pedig a helyi tanácsok állították össze, és a kulákok elleni intézkedések főként a Belügyminisztérium hatáskörébe tartozott. Ellenben a tagosítások, a paraszti gazdaságok területének kierőszakolt folyamatos átrendezése és elaprózása Erdei minisztériumának felelőssége volt. Tevékenysége miatt a magyar parasztság legszélesebb körében ekkorra heves gyűlölettel gondoltak rá. A magyar mezőgazdaság legválságosabb évei voltak ezek, több százezer gazdálkodó hagyta el a falvakat, vagy került börtönbe, és a földterületek jelentős hányada megműveletlen maradt. A terrort maga is közvetlen környezetében is tapasztalhatta, mikor Zöld Sándor belügyminiszter 1951-ben egy koncepciós per elől családját kiirtva öngyilkos lesz, Erdei második felesége Majláth Jolán talált rájuk Benczúr utcai lakásuk földszintjén. 1953-ban, a Sztálin halálát követő átmeneti enyhülés alatt a szovjet vezetés által Rákosi ellenében a hatalomba helyezett Nagy Imre miniszterelnöksége idején, 1953 júliusától, 1954 októberéig igazságügyi miniszter, ezután 1955 novemberéig újból földművelésügyi miniszter, majd 1956 októberéig miniszterelnök-helyettes a Hegedűs-kormányban. Igazságügy miniszterként azonosult Nagy rehabilitációs politikájával, részt vett a törvényesség megszilárdítását célzó jogszabályalkotásban (például addig az ügyészség az akkori sztálini alkotmány szerint is törvénytelenül működött). Nagy Imre bukása után, Rákosi visszatérésekor tárcáját megtartotta, bár a kényszerkollektivizáció második hulláma idején már kritikát fogalmaz meg Rákosi felé. Ingadozó politikai álláspontja ebben az időben tovább rontotta megítélését.
Az 1956-os forradalom alatt terhelt múltja ellenére közeli személyes barátságuknak köszönhetően Nagy Imre továbbra is megtartotta miniszterelnök-helyettesnek második kormányában. Erre többen, így a Nemzeti Parasztpártot Petőfi Párt néven újjáalakító Németh László, Illyés Gyula, Féja Géza tiltakozásukat fejezték ki, hogy Erdei Ferenc bármilyen szerepet vállalhasson az ország vezetésében. A következő kormányformációból már kiszorult,  de – feltehetően utolsó megbízatásként – még az egyik vezetője volt a szovjetekkel tárgyaló magyar delegációknak. A tököli tárgyalásokra érkezve november 3-án a KGB Maléter Pál honvédelmi miniszterrel és az egész küldöttséggel együtt a szovjetek letartóztatták. Előbb Tökölön, azután a szovjet követség egyik épületében, végül a Gyorskocsi utcai fogdában tartották fogva őket. A közhiedelemmel ellentétben jellegzetes hosszú haját nem nyírták le fogsága ideje alatt. Néhány hét múlva Kádár János közbenjárására szabadon engedték, mivel a szovjetek feltételül szabták a kolhozosítást Kádárnak szüksége volt a tapasztalt agrárpolitikusra.  Tényleges vezető szerepet ezután nem vállalt. Formálisan továbbra is együttműködött a politikai vezetéssel, súlytalan tisztségeket kapott is, a szovjetek iránt érzett addigi kritikátlan lojalitása azonban elfojtott gyűlöletbe fordult át.
1957-től a Magyar Tudományos Akadémia főtitkára és az Agrártudományi Kutató Intézet igazgatója lett, nagy szerepe volt a mezőgazdaság 1959-es kollektivizálásában.Ez a folyamat szétverte a tradicionális magyar paraszti társadalmat és a tanyavilágot, helyére nagyüzemi típusú, állami irányítású mezőgazdaságot vezetve be. Fehér Lajossal szövetkezve a hatvanas évek elején elérték a kolhozrendszer korrekcióját. Erdei javaslatára vezették be a háztáji termelés lehetőséget, a munkaegységen alapuló fizetéseket pedig eltörölték. Ezért a bevezetésekor elkövetett tömeges igazságtalanságok után, a szocialista tervgazdálkodás számos visszássága mellett, a rendszerváltásig jó terméseredményeket biztosított, s megélhetést a paraszti rétegnek, amely kielégítette a hazai szükségleteket és piacra is termelt (szovjet piac, KGST piac, nyugat-német piac). Az Agrártudományi Kutató Intézeti elnökeként nagy szerepet vitt az új mezőgazdasági technológiák meghonosításában, és abban, hogy szemben a többi szocialista országgal, Magyarország nagyobb arányban tudta kihasználni a zöld forradalom vívmányait. Részt vett az 1968-as gazdasági reformok előkészítésében is.
1964-től 1970-ig a Hazafias Népfront főtitkára volt. 1966-1971-ig a Magyar Tudomány c. akadémiai folyóirat főszerkesztője. 1948-ban és 1962-ben Kossuth-díjjal tüntették ki, 1948-ban a Kossuth-érdemrendet (első osztály) is megkapta. 1964-ben Akadémiai Aranyérem kitüntetést kapott.

### Kutatható iratanyaga
Földművelésügyi miniszteri működési időszakából 2,18 iratfolyóméternyi (19 doboznyi), maradandó értékűnek minősített iratanyaga került az Országos Levéltár, mai nevén Magyar Nemzeti Levéltár Országos Levéltára őrizetébe, ahol az a XIX-K-1-ah törzsszámon kutatható. Miniszterelnök-helyettesi időszakából (az 1955–1956-os évekből) 0,96 iratfolyóméternyi (8 doboznyi) irata kutatható ugyanott, a XIX-A-2-r törzsszámon.

## Szociográfiai munkássága
Erdei a harmincas évek közepétől meginduló szociográfiai munkásságában a magyar parasztság társadalmát vizsgálta. Szociográfiai tanulmányaiban elsősorban az alföldi mezővárosok társadalmát elemezte. Legjelentősebb művei e korszakából: Futóhomok (1937), Parasztok (1938), Magyar falu (1940). Műveinek történeti és elméleti megalapozottsága - Gustav Lunquist és Thomas Carver álatl írt Principles of Rural Sociology című könyve, valamint Edward Hayes munkássága gyakorolt rá nagy befolyást - teszi ezeket a magyar társadalomtudományok klasszikusaivá. Szemben falukutató kortársaival, vagy a magyar szociológiát akkoriban eluraló szellemtörténeti irányzattal, nem romantikus szemlélettel vizsgálja a magyar parasztságot, hanem az azt létrehozó történelmi és társadalmi folyamatokba beillesztve. Műveiben kitüntetett figyelmet szentelt az alföldi városokat körülölelő tanyás vidékekre és a lakosait jellemző kétlakiságra, és e városok sajátos polgárosodási folyamataira. Nagy hatással volt rá a marxizmus, elsősorban Lenin írásai, bár harmincas évekbeli munkásságban összességében elítélően írt a bolsevik rendszerről.

## Magánélete
Testvére Erdei Sándor szobrász, író, a Magyar Írók Szövetségének főtitkára 1954 és 1956 között. Erdei első feleségével, a makói parasztpolgári származású Diósszilágyi Évával 1938-ban házasodott össze, a kapcsolatuk azonban hamar megromlott, alig egy év után különköltöztek, de csak 1946-ban váltak el hivatalosan. A negyvenes évek elején Hajnal István szemináriumán ismerkedett meg második feleségével Majláth Jolánnal, akivel a háború után kelt egybe. Házasságukból két gyermek született: András (1946-1986) építész és Sára (1948) biológus.

## Megítélése
Halála után az ezredfordulóig megítélése, mint reformpolitikus a közvéleményben alapvetően pozitív volt, a rendszerváltás előtt számtalan közteret, intézményt vagy díjat neveztek róla, valamint szobrot és emléktáblát avattak fel emlékére. Megítélése kiváltképpen 2010 után fordult egyértelműen negatív irányba, a nevét viselő köztereket és intézményeket átnevezték, őt ábrázoló szobrokat és emléktáblákat eltávolították. Személyével kapcsolatban számtalan valótlan állítás kering a köztudatban. Életútjának kiegyensúlyozott vizsgálata és értékelése - például földművelésügyi miniszterként való tevékenységének részletes feltárása - még várat magára.

## Könyvei

### Főbb munkái 1945-ig
- A makói tanyarendszer (Szeged, 1933)
- A makói parasztság társadalomrajza (Makó, 1934)
- Futóhomok. A Duna-Tiszaköz földje és népe. Bp., 1937. 242 lap.
- Parasztok. Bp., 1938. 219 lap.
- Magyar város. Bp., 1939. 246 lap.
- Magyar falu. Bp., 1940. 238 lap.
- A magyar paraszttársadalom. Bp., 1941. 170 lap.
- Magyar tanyák. Bp., 1942. 260 lap.
- Szövetkezetek. Bp., 1945. 92 lap.

### Főbb munkái 1945-től
- A szövetkezeti úton. Bp., 1956
- A magyar tudomány helyzete és fejlesztésének főbb irányai. Bp., 1958
- Mezőgazdaság és szövetkezet. Bp., 1959
- A termelőszövetkezeti üzemszervezés gyakorlati kézikönyve (szerk.) Bp., 1960. 625 p.
- A mai agrárgazdaságtan főbb irányai és hazai fejlődése. Bp., 1961
- Üzemszervezési kérdések a szocialista mezőgazdasági nagyüzemben. Bp., 1961. 111 p.
- Erdei Ferenc-Csete László-Márton János: A mezőgazdaság belterjessége. Bp., 1964. 384 p.
- A mezőgazdasági üzemszervezés néhány elméleti és gyakorlati kérdése. Bp., 1966. 121 p.
- A mezőgazdaság helye a nap alatt. Bp., 1967.135 p.
- Zöldségszükséglet és zöldségtermelés. Bp., 1967.
- Néprajzi ínyesmesterség. Bp., 1971. 90 p.
- Város és vidéke. Bp., 1971. 444 p. (Új kiadás: 1977.)

### Főbb munkái posztumusz
- Erdei Ferenc válogatott írásai és beszédei (Szerk. Fekete Ferenc) Bp., 1973. 439 p.
- Emberül élni (Vál. Berend T. Iván, Szuhay Miklós) Bp., 1974. 670 p.
- Magyar város Bp., 1974. 255 p.
- Agrárgazdasági tanulmányok (Szerk. Fekete Ferenc) 1-3. köt. Bp., 1976. 309, 343, 355 p.
- A magyar társadalomról. Bp., 1980. 402 p.
- Tudománypolitika, kutatásirányítási és szervezéstudományi tanulmányok. Bp., 1980. 551 p.
- Történelem és társadalomkutatás (Szerk. Kulcsár Kálmán) Bp., 1984. 482 p.
- A magyar társadalom Bp., 2003
- Politikai írások 2. kötet (szerk: Tamasi Mihály) Bába Kiadó Szeged 2004. 448 p.